# بادیه (باگاسی)
بادیه شهری در شهرستان باگاسی در استان باله در بورکینافاسوی جنوبی است و جمعیت آن ۶۸۷ نفر است.